# Myriangiales
Myriangiales é uma ordem de fungos ascomicetos, consistindo sobretudo de patógenos de plantas.